# Стоил Фердов
Стоил Фердов Миланов е български общественик, дипломат и стопански деятел.

## Биография
Роден е на 2 октомври 1931 г. в софийското село Храбърско. Завършва гимназия в Сливница. След това завършва Полувисшия железопътен институт „Тодор Каблешков“. По-късно завършва икономика на промишлеността. Започва работа в БДЖ. Известно време е първи секретар на Окръжния комитет на ДКМС в Перник. Бил е част от МВР. Бил е началник на ГУ „Транспед“, както и генерален директор на БДЖ и заместник-министър на транспорта. През 1988 г. е избиран за президент на Европейския съюз на железниците – (UIC) Париж. В периода 27 декември 1989 г. – 28 декември 1992 г. е генерален консул в Беларус и управляващ посолството на България с ранг на пълномощен министър. Между 4 април 1981 и 1990 г. е кандидат-член на ЦК на БКП. Активно се изявява като публицист. Автор е на книгата „Предивикана изповед“ и съавтор на шест книги: „От Девети до Десети“, „По пътя на идеала“, „Финландия е в сърцето ми“, „Човекът, който изпревари своето време“, „Необикновен и истински“, „Държавник и гражданин на България“. Има публикации и в чужбина.
Действителен член е на Международната славянска академия, за наука, образование и култура в гр. Москва. Дългогодишен общественик. Председател е на Славянските дружества в България и Първи Зам. – Председател на Международния славянски съвет. Председател е също, и на Професионалното сдружение „Клубове на железничарите“ в България.